# 摩洛抵抗和解放组织
摩洛抵抗和解放组织（缩写为MRLO）是菲律宾的一个左翼分离主义武装组织。该组织活动于棉兰老岛，参与摩洛冲突。该组织是菲律宾民族民主阵线的摩洛人分支。该组织一直公开谴责菲律宾政府在棉兰老岛的军事行动，指控政府军对摩洛平民实施暴力行为。